# ساندرو لوبيز
ساندرو لوبيز (بالإسبانية: Sandro Lopéz)‏ هو مصارع رياضي أرجنتيني، ولد في 26 أكتوبر 1967 في روساريو في الأرجنتين.

## وصلات خارجية
- ساندرو لوبيز على موقع JudoInside.com (الإنجليزية)
- ساندرو لوبيز على موقع قاعدة بيانات المصارعة الدولية (الإنجليزية)
- ساندرو لوبيز على موقع أوليمبيديا (الإنجليزية)